# Arthur Rödl
Arthur Rödl, född 13 juni 1898 i München, död i april 1945 i Stettin, var en tysk SS-Standartenführer (motsvarande överste). Han var kommendant i koncentrationslägret Gross-Rosen från maj 1941 till september 1942.

## Biografi
Rödl stred i första världskriget och sårades minst en gång. År 1920 gick han med i Freikorps Oberland, en frikår som bekämpade kommunister samt revolterande polacker i Oberschlesien. I november 1923 deltog han i Adolf Hitlers ölkällarkupp. Senare fick Rödl anställning vid Bruna huset i München.
År 1928 blev Rödl medlem i Nationalsocialistiska tyska arbetarepartiet (NSDAP) och Schutzstaffel (SS) och kom att tjänstgöra i SS-Totenkopfverbände (SS-TV), först i Lichtenburg och senare i Sachsenburg. Under slutet av 1930-talet blev Rödl ställföreträdare åt Karl Koch, som var kommendant i Buchenwald. Koch gav Rödl fria tyglar att disciplinera lägerfångarna. I maj 1941 utnämndes Rödl till kommendant i Gross-Rosen, som tidigare hade varit ett av Sachsenhausens satellitläger. Han avskedades från denna post på grund av brutalitet och korruption. Under återstoden av andra världskriget tjänstgjorde Rödl bland annat i Sicherheitspolizei (Sipo) i Ukraina samt i 9. SS-Panzer-Division Hohenstaufen.
Rödl begick självmord med hjälp av en handgranat i Stettin i april 1945.

## Utmärkelser
- Blodsorden
- NSDAP:s partitecken i guld
- Krigsförtjänstkorset av första klassen med svärd
- Krigsförtjänstkorset av andra klassen med svärd
- Ärekorset
- SA:s idrottsutmärkelse i brons